# Клышко, Давид Николаевич
Давид Николаевич Клышко (1929—2000) — советский и русский физик, специализировавшийся в области квантовой оптики и квантовой информатики, профессор МГУ. Мастер спорта СССР по альпинизму (1955). Выступал за общество «Буревестник» (Москва).

## Биография
В 1947 г. поступил на физический факультет МГУ, который не смог закончить из-за политических причин. Переехал с семьей в Горький, где окончил в 1956 году университет.
В 1964 г. защитил кандидатскую диссертацию на тему «Многоквантовые и многочастичные переходы в радиоспектроскопии и квантовой радиофизике». В 1972 г. защитил докторскую диссертацию на тему «Многофотонные процессы в оптическом и радиодиапазоне», в которой заложил основы теории спонтанного параметрического рассеяния (СПР), предсказанного им же в 1966 г.
Д. Н. Клышко внес существенный вклад в методологию и интерпретацию квантовой механики и квантовой оптики. Парадокс Эйнштейна-Подольского-Розена он трактовал как нарушение в квантовой механике аксиом Колмогорова. Предлагал экспериментальную проверку для постулата о редукции волновой функции. Давал операциональные критерии неклассичности света.. В обзоре, посвященном геометрической фазе Берри, предлагал классифицировать типы геометрической фазы на основе типа группы, не различая квантовую и классическую геометрические фазы.
Д. Н. Клышко создал школу квантовой оптики в России.